# Dezső László

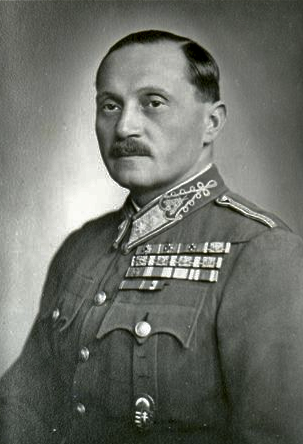
Dezső László (1930er Jahre)

Vitéz Dezső László [ˈdɛʒøː ˈlaːsloː] (ungarisch vitéz László Dezső; bis 1925 Dezső Lancsek, * 23. Juli 1894 in Lovászpatona, Komitat Veszprém; † 8. Juni 1949 in Budapest) war ein ungarischer Offizier im Ersten und Zweiten Weltkrieg.

## Erster Weltkrieg
Im Ersten Weltkrieg kämpfte László an den Fronten in Serbien, Russland und Italien und erreichte den Rang eines Hauptmanns. Er geriet gegen Ende des Krieges in italienische Gefangenschaft.

## Zwischenkriegszeit
Nach seiner Rückkehr nach Ungarn wurde László 1919 dem ungarischen Generalstab zugeordnet und lehrte ab 1921 auch an der Pester Ludovika-Militärakademie.
Im Mai 1941 erhielt er den Rang eines Generalmajors. Es wird spekuliert, dass László in konspirativer Zusammenarbeit mit deutschen Stellen den Bombenangriff auf Kassa am 26. Juni 1941 inszenierte, um Ungarn einen Vorwand für den Eintritt in den Krieg mit der Sowjetunion zu liefern.

## Zweiter Weltkrieg
Von 1941 bis 1943 war László Kommandeur der Ludovika-Militärakademie und wurde 1943 zum Feldmarschallleutnant (Altábornagy) befördert. Im Mai 1943 übernahm er das VIII. ungarische Armeekorps und kämpfte an der Ostfront. Ab Oktober 1944 war László Oberbefehlshaber der 1. ungarischen Armee und wurde im November 1944 zum Generaloberst (Vezérezredes) ernannt. Kurz vor Kriegsende, am 5. März 1945, erhielt er das deutsche Ritterkreuz. László kapitulierte mit der 1. ungarischen Armee am 8. Mai 1945 in der Slowakei.

## Nachkriegszeit
Nach kurzer Kriegsgefangenschaft kehrte László 1946 nach Ungarn zurück. Dort stand er zunächst unter Hausarrest. 1947 wurde László wegen Kriegsverbrechen angeklagt und vom ungarischen Volksgerichtshof zum Tode verurteilt. Eine Begnadigung lehnte der ungarische Präsident Szakasits ab. Die Hinrichtung erfolgte am 8. Juni 1949 in Budapest.
1999 wurde László durch den obersten Gerichtshof der Republik Ungarn rehabilitiert.